# Òscar Vilarroya
Òscar Vilarroya és Director de la Unitat de Recerca en Neurociència Cognitiva (URNC) i de la càtedra «El Cervell Social» a la Facultat de Psiquiatria de la Universitat Autònoma de Barcelona. Com a investigador, ha publicat diversos estudis sobre neuroimatge dels trastorns psiquiàtrics i filosofia de la neurobiologia. El seu treball al capdavant de la URNC és un referent mundial en l'àmbit de la neuroimatge pediàtrica i de trastorns de dèficit d'atenció i hiperactivitat en adults. Igualment, l'activitat de divulgació de la càtedra que dirigeix ha estat reconeguda per diverses institucions i publicacions internacionals.
La seva variada activitat de publicació comprèn obres de neurobiologia teòrica (La disolución de la mente; Tusquets, 2002), llibres de divulgació científica (Paraula de robot, Premi Europeu de divulgació científica Estudi general, Bromera, 2003), guions per a documentals audiovisuals (Bajo la piel del conflicto, dirigit per Harmonia Carmona el 2004) i novel·les com Joc Net, guanyadora del Premi Ferran Canyameres (2004).